# Xylophaga atlantica
Xylophaga atlantica är en musselart som beskrevs av Richards 1942. Xylophaga atlantica ingår i släktet Xylophaga och familjen borrmusslor. Inga underarter finns listade i Catalogue of Life.